# Cordon bleu
Cordon bleu hay schnitzel cordon bleu là một món thịt được bao quanh bởi pho mát (hoặc với nhân pho mát), sau đó được tẩm bột và chiên áp chảo hoặc chiên ngập dầu. Cordon bleu bê hoặc lợn được làm từ thịt bê hoặc thịt lợn đập mỏng và quấn quanh một lát giăm bông cùng một lát pho mát, tẩm bột, rồi chiên áp chảo hoặc nướng. Đối với cordon bleu gà, ức gà được dùng thay cho thịt bê. Cordon bleu giăm bông là giăm bông được nhồi với nấm và pho mát.

## Tên gọi
Thuật ngữ cordon bleu trong tiếng Pháp được dịch là "dải băng xanh". Theo quyển Larousse Gastronomique, cordon bleu "ban đầu là một dải ruy băng rộng màu xanh được đeo bởi các thành viên có tước vị hiệp sĩ cao nhất, L'Ordre des chevaliers du Saint-Esprit, do vua Henri III của Pháp ban hành vào năm 1578. Nói cách khác, thuật ngữ này đã được áp dụng đối với những loại thực phẩm được những đầu bếp xuất sắc chế biến theo tiêu chuẩn rất cao. Không còn nghi ngờ gì nữa, thuật ngữ này nảy sinh từ sự giống nhau giữa ruy băng của các hiệp sĩ và dải ruy băng (thường là màu xanh) trên tạp dề đầu bếp." 

## Lịch sử
Nguồn gốc của cordon bleu dưới dạng schnitzel chứa đầy pho mát là ở Brig, Thụy Sĩ, có thể là vào khoảng những năm 1940, được đề cập lần đầu trong một cuốn sách dạy nấu ăn từ năm 1949. Tài liệu tham khảo sớm nhất về món "chicken cordon bleu" trên The New York Times có niên đại từ năm 1967, trong khi các công thức nấu món bê tương tự được tìm thấy ít nhất là từ năm 1955.
Có một câu chuyện hay được kể về nguồn gốc thực sự của công thức, rằng một nhóm đông người đã đặt chỗ tại một nhà hàng ở Brig, Thụy Sĩ. Tình cờ, một nhóm khác đã xuất hiện tại nhà hàng và tuyên bố cũng đã đặt chỗ trước. Câu chuyện xảy ra vào đầu thế kỷ 19, lúc đó đầu bếp không thể tìm đủ lượng thịt cho cả hai nhóm trong thời gian ngắn như vậy. Sau đó, cô đã nảy ra ý tưởng tuyệt vời là lấy thịt có sẵn, cắt thành schnitzels, thái những miếng này thành hình con bướm và lấp đầy chúng với giăm bông và pho mát trước khi tẩm bột và chiên, sao cho lượng thịt có đủ cho cả hai nhóm. Chủ nhà hàng rất vui vì ý tưởng đó nên đã tặng cô một 'cordon bleu' (dải ruy băng màu xanh), một phép ẩn dụ trong tiếng Pháp cho một đầu bếp xuất sắc. Người phụ nữ khiêm tốn trả lời rằng cô không cần dải ruy băng xanh, nhưng 'cordon bleu' sẽ là một cái tên đẹp cho sự sáng tạo của cô. Người Ý từng nói rằng, 'se non e vero, e ben trovato' (ngay cả khi đều đó không đúng, nó vẫn được xem là tốt đẹp).

## Biến tấu

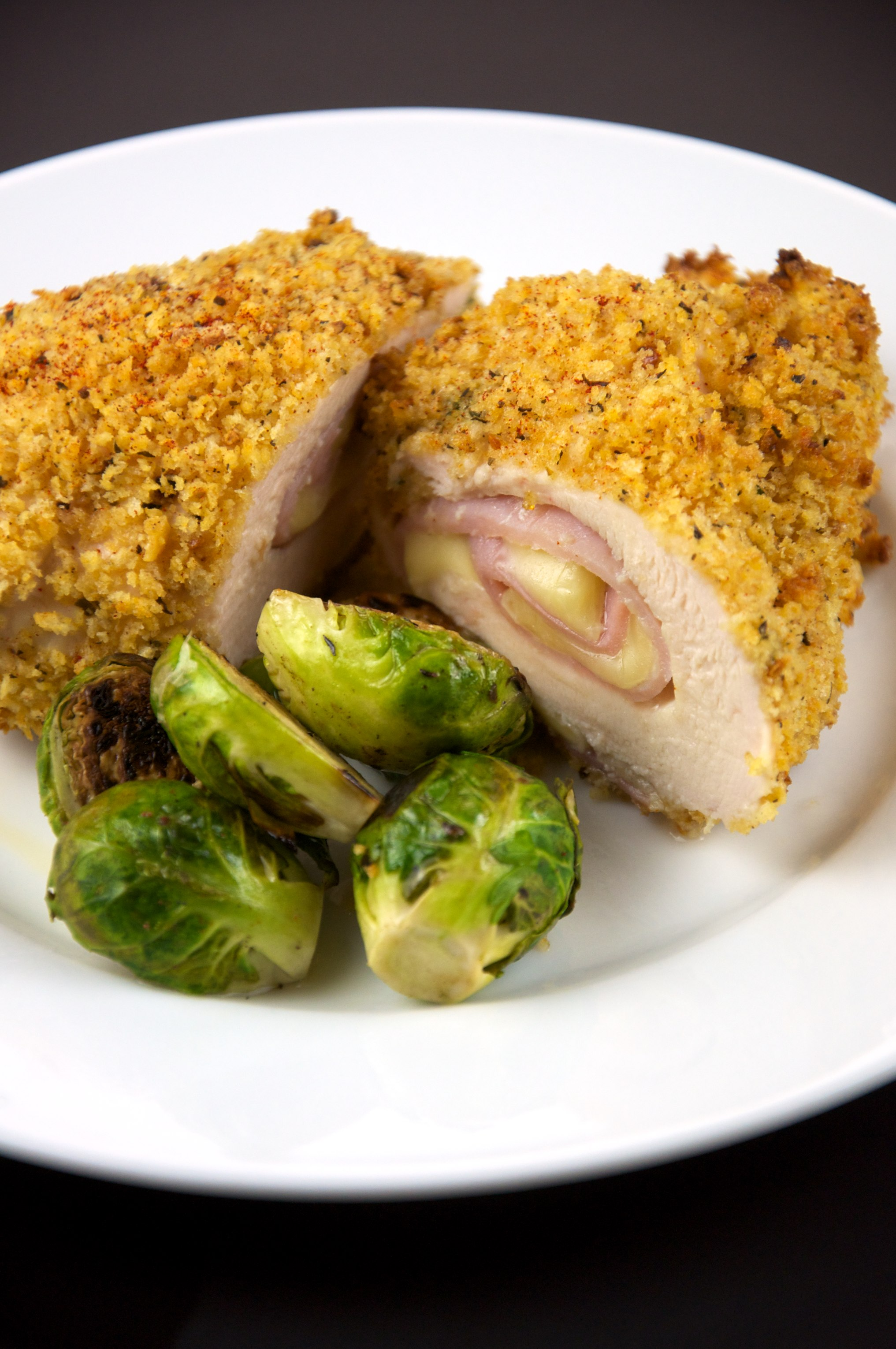
Cordon bleu gà với cải Brussels

Có nhiều biến thể của công thức, tất cả đều liên quan đến cốt lết, pho mát và thịt. Một cách phổ biến để chế biến món gà cuộn thịt gà là cắt miếng ức gà, đặt một lát giăm bông mỏng bên trong cùng với một lát pho mát mềm, dễ tan chảy như pho mát Thụy Sĩ. Sau đó, ức gà được cuộn lại thành một roulade, bọc trong bột bánh mì và sau đó chiên ngập dầu. Các biến thể khác tồn tại thành phần chính là gà nướng  chứ không phải chiên.
Các biến thể phổ biến khác bao gồm bỏ vụn bánh mì, bọc giăm bông quanh gà hoặc dùng thịt muối thay cho giăm bông.
Một biến thể phổ biến ở tỉnh Asturias của Tây Ban Nha là cachopo,, một loại cốt lết chiên giòn gồm thịt bê, thịt bò hoặc thịt gà bọc bên ngoài là giăm bông Serrano và pho mát. Ở Tây Ban Nha, phiên bản làm từ thịt gà thường được gọi là san jacobo.
Ở các quốc gia đông dân theo đạo Hồi, các phiên bản halal của món cordon bleu gà cũng rất phổ biến, chẳng hạn như thịt gà được cuộn quanh thịt bò hoặc thịt cừu thay vì thịt lợn.